# Извор (община Кичево)
Вижте пояснителната страница за други значения на Извор.
Извор (на македонска литературна норма: Извор; на албански: Izvori) е село в община Кичево, в западната част на Северна Македония.

## География
Селото е разположено в областта Горна Копачка на левия бряг на река Треска (Голема).

## История
Според преброяването от 2002 година селото има 49 жители македонци и 1 сърбин.
От 1996 до 2013 година селото е част от община Другово.

## Личности
Свързани с Извор
- Стефан Ханджията, български революционер от ВМОРО,[2] четник при Лука Джеров и самостоятелен кичевски селски войвода през Илинденско-Преображенското въстание, води сражение при село Извор и прохода Лопушник[3]